# Municipio de Pleasant Plains
El municipio de Pleasant Plains (en inglés: Pleasant Plains Township) es un municipio ubicado en el condado de Lake en el estado estadounidense de Míchigan. En el año 2010 tenía una población de 1581 habitantes y una densidad poblacional de 17,3 personas por km².

## Geografía
El municipio de Pleasant Plains se encuentra ubicado en las coordenadas 43°51′27″N 85°51′38″O / 43.85750, -85.86056. Según la Oficina del Censo de los Estados Unidos, el municipio tiene una superficie total de 91.4 km², de la cual 89,96 km² corresponden a tierra firme y (1,58 %) 1,44 km² es agua.

## Demografía
Según el censo de 2010, había 1581 personas residiendo en el municipio de Pleasant Plains. La densidad de población era de 17,3 hab./km². De los 1581 habitantes, el municipio de Pleasant Plains estaba compuesto por el 78,05 % blancos, el 16,19 % eran afroamericanos, el 0,89 % eran amerindios, el 0,44 % eran de otras razas y el 4,43 % eran de una mezcla de razas. Del total de la población el 3,98 % eran hispanos o latinos de cualquier raza.